# Agua Salud (métro de Caracas)
Agua Salud est une station de la ligne 1 du métro de Caracas. Inaugurée le 2 janvier 1983 avec la ligne, elle est située avenue Sucre.

## Lieux à proximité
- Clinique populaire de l'Ouest (Clinica Popular del Oeste)

## Galerie de photographies

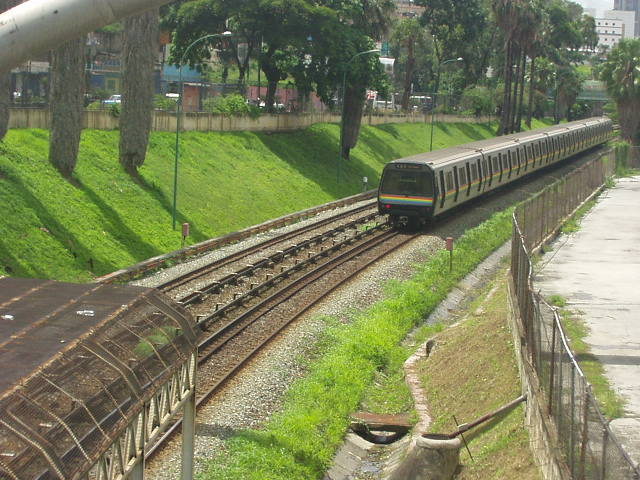
Une rame à la sortie de la station.